# Jaume Lloret i Esquerdo
Jaume Lloret i Esquerdo és Llicenciat en Geografia i Història i Filologia Catalana per la Universitat d'Alacant, i Doctor en Filologia per la Universitat de València. La seua tesi doctoral es titula El teatre a la ciutat d'Alacant (1691-1962). És un ivestigador expert en les arts escèniques valencianes i, molt especialment, en la història del teatre a Alacant, el teatre valencià i els gèneres teatrals populars, com el sainet valencià i el teatre de titelles.
Ha sigut col·laborador de la Encyclopédie Mondiale des Arts de la Marionnette (L'entretemps, 2009) i de l'Enciclopèdia de les Arts Escèniques Catalanes. A més, ha recopilat i estudiat importants tradicions populars com ara el Betlem del Tirisiti, la Mahoma de Biar, els Miracles de Sant Vicent Ferrer o els col·loquis valencians.
Entre d'altres projectes de recerca, ha format part de l'equip investigador que ha creat la base de dades "Teatre popular valencià" i del grup investigador del projecte de l'Acadèmia Valenciana de la Llengua i la Universitat de València que ha creat la Base de dades teatre valencià (1936-2005).

## Obres
- El teatre a Alacant, 1833-1936 (Consell Valencià de Cultura, 1998)ISBN 84482-1843-4[9]
- Cent anys de teatre Valencià a Alacant (1854-1962) (Institut de Cultura Juan Gil-Albert, 1999)ISBN 84-7784-350-3[10]
- Teatre foguerer (Institut de Cultura Juan Gil-Albert, 2002)ISBN 97884778-4407-5[11]
- Personatges de l'Escena Alacantina (Ajuntament d'Alacant, 2002)[12]
- Els titelles al País Valencià (Universitat d'Alacant, 2019) ISBN 978-84-9717-708-5[13][14]